# 本庄道章
本庄 道章（ほんじょう みちあきら/みちあき）は、美濃岩滝藩主、のち美濃高富藩の初代藩主。

## 生涯
大身旗本・本庄道高の長男。母は六角広賢（六角院広賢、烏丸広賢）の娘。側室に松田氏、水島氏。子は本庄道矩（長男）、娘（酒井忠候正室）、娘（酒井忠儔正室）、娘（本庄道倫正室）。官位は従五位下、和泉守。のち、宮内少輔と改める。
元禄10年（1697年）7月11日に4000石の家督を継いだ。元禄12年（1699年）12月18日、和泉守に叙せられる。元禄16年（1703年）8月22日、宮内少輔と改めた。
徳川綱吉の生母・桂昌院の異母兄・本庄道芳の孫に当たることから、宝永2年（1705年）3月23日、6000石加増の1万石で大名に列し、岩滝藩主となった。宝永6年（1709年）8月、藩庁を岩滝から高富に移し、高富藩主となった。
享保10年（1725年）7月27日、43歳で死去し、跡を長男の道矩が継いだ。

## 系譜
父母
- 本庄道高（父）
- 六角広賢の娘（母）

側室
- 松田氏
- 水島氏

子女
- 本庄道矩（長男）生母は水嶋氏（側室）
- 酒井忠候正室
- 酒井忠儔正室
- 本庄道倫正室